# Canton de Saintonge Estuaire
Le canton de Saintonge Estuaire est une circonscription électorale française du département de la Charente-Maritime créée par le décret du 27 février 2014 et entrée en vigueur lors des élections départementales de 2015.

## Histoire
Un nouveau découpage territorial de la Charente-Maritime entre en vigueur en mars 2015, défini par le décret du 27 février 2014, en application des lois du 17 mai 2013 (loi organique 2013-402 et loi 2013-403). Les conseillers départementaux sont, à compter de ces élections, élus au scrutin majoritaire binominal mixte. Les électeurs de chaque canton élisent au Conseil départemental, nouvelle appellation du Conseil général, deux membres de sexe différent, qui se présentent en binôme de candidats. Les conseillers départementaux sont élus pour 6 ans au scrutin binominal majoritaire à deux tours, l'accès au second tour nécessitant 12,5 % des inscrits au 1er tour. En outre la totalité des conseillers départementaux est renouvelée. Ce nouveau mode de scrutin nécessite un redécoupage des cantons dont le nombre est divisé par deux avec arrondi à l'unité impaire supérieure si ce nombre n'est pas entier impair, assorti de conditions de seuils minimaux. En Charente-Maritime, le nombre de cantons passe ainsi de 51 à 27. 
Le nouveau canton de Saintonge Estuaire est formé de communes issues des anciens cantons de Cozes (13 communes) et de Gémozac (11 communes). Initialement entièrement inclus dans l'arrondissement de Saintes, le territoire de ce nouveau canton s'affranchit des limites d'arrondissements avec l'arrêté du 30 décembre 2016 prenant effet au 1er janvier 2017 qui modifie le périmètre des arrondissements du département : il compte désormais 1 commune incluse dans l'arrondissement de Rochefort et 23 dans l'arrondissement de Saintes. Le bureau centralisateur est fixé à Meschers-sur-Gironde.

## Représentation
| Période élective | Période élective | Mandat | Mandat   | Identité               | Nuance | Nuance | Qualité |
| ---------------- | ---------------- | ------ | -------- | ---------------------- | ------ | ------ | --- |
| 2015             | 2021             | 2015   | 2021     | Françoise de Roffignac |        | LR     | Conseillère municipale de Grézac Vice-Présidente du Conseil départemental                                                 |
| 2015             | 2021             | 2015   | 2021     | Loïc Girard            |        | DVD    | Conseiller général du canton de Gémozac (2001-2015) Maire de Gémozac (depuis 2001) Président de la Communauté de Communes |
| 2021             | 2028             | 2021   | en cours | Françoise de Roffignac |        | LR     | Conseillère sortante, adjointe au maire de Grézac                                                                         |
| 2021             | 2028             | 2021   | en cours | Loïc Girard            |        | DVD    | Conseiller sortant |

### Résultats détaillés

#### Élections de mars 2015
À l'issue du 1er tour des élections départementales de 2015, deux binômes sont en ballottage : Françoise de Roffignac et Loïc Girard (UMP, 42,94 %) et Josiane Moussit et Didier Roësberg (FN, 31,89 %). Le taux de participation est de 53,37 % (8 096 votants sur 15 169 inscrits) contre 50,08 % au niveau départemental et 50,17 % au niveau national.
Au second tour, Françoise de Roffignac et Loïc Girard (UMP) sont élus avec 63,7 % des suffrages exprimés et un taux de participation de 53,97 % (4 766 voix pour 8 182 votants et 15 159 inscrits).

#### Élections de juin 2021
Le premier tour des élections départementales de 2021 est marqué par un très faible taux de participation (33,26 % au niveau national). Dans le canton de Saintonge Estuaire, ce taux de participation est de 36,07 % (5 830 votants sur 16 165 inscrits) contre 33,83 % au niveau départemental. À l'issue de ce premier tour, deux binômes sont en ballottage : Françoise de Roffignac et Loïc Girard (DVD, 65,51 %) et Willy Chomel et Sandrine Lebeau (RN, 23,26 %).
Le second tour des élections est marqué une nouvelle fois par une abstention massive équivalente au premier tour. Les taux de participation sont de 34,3 % au niveau national, 34,56 % dans le département et 37,53 % dans le canton de Saintonge Estuaire. Françoise de Roffignac et Loïc Girard (DVD) sont élus avec 75,63 % des suffrages exprimés (4 317 voix pour 6 067 votants et 16 166 inscrits),,.

## Composition
Le canton de Saintonge Estuaire comprenait vingt-quatre communes entières à sa création.
À la suite de la fusion, au 1er janvier 2017, de Floirac et de Saint-Romain-sur-Gironde pour former la commune nouvelle de Floirac, le nombre de communes descend à 23.
| Nom                                          | Code Insee | Intercommunalité                          | Superficie (km2) | Population (dernière pop. légale) | Densité (hab./km2) | Modifier                                    |
| -------------------------------------------- | ---------- | ----------------------------------------- | ---------------- | --------------------------------- | ------------------ | ------------------------------------------- |
| Meschers-sur-Gironde (bureau centralisateur) | 17230      | CA Royan Atlantique                       | 15,98            | 3 165 (2022)                      | 198                | modifier les données · modifier les données |
| Arces                                        | 17015      | CA Royan Atlantique                       | 21,74            | 715 (2022)                        | 33                 | modifier les données · modifier les données |
| Barzan                                       | 17034      | CA Royan Atlantique                       | 8,07             | 470 (2022)                        | 58                 | modifier les données · modifier les données |
| Boutenac-Touvent                             | 17060      | CA Royan Atlantique                       | 3,11             | 230 (2022)                        | 74                 | modifier les données · modifier les données |
| Brie-sous-Mortagne                           | 17068      | CA Royan Atlantique                       | 7,22             | 238 (2022)                        | 33                 | modifier les données · modifier les données |
| Chenac-Saint-Seurin-d'Uzet                   | 17098      | CA Royan Atlantique                       | 20,23            | 595 (2022)                        | 29                 | modifier les données · modifier les données |
| Cozes                                        | 17131      | CA Royan Atlantique                       | 16,56            | 2 223 (2022)                      | 134                | modifier les données · modifier les données |
| Cravans                                      | 17133      | CC de Gémozac et de la Saintonge Viticole | 14,72            | 859 (2022)                        | 58                 | modifier les données · modifier les données |
| Épargnes                                     | 17152      | CA Royan Atlantique                       | 23,40            | 925 (2022)                        | 40                 | modifier les données · modifier les données |
| Floirac                                      | 17160      | CA Royan Atlantique                       | 16,02            | 427 (2022)                        | 27                 | modifier les données · modifier les données |
| Gémozac                                      | 17172      | CC de Gémozac et de la Saintonge Viticole | 31,93            | 3 033 (2022)                      | 95                 | modifier les données · modifier les données |
| Grézac                                       | 17183      | CA Royan Atlantique                       | 20,06            | 951 (2022)                        | 47                 | modifier les données · modifier les données |
| Jazennes                                     | 17196      | CC de Gémozac et de la Saintonge Viticole | 10,84            | 548 (2022)                        | 51                 | modifier les données · modifier les données |
| Meursac                                      | 17232      | CC de Gémozac et de la Saintonge Viticole | 26,17            | 1 544 (2022)                      | 59                 | modifier les données · modifier les données |
| Montpellier-de-Médillan                      | 17244      | CC de Gémozac et de la Saintonge Viticole | 14,85            | 686 (2022)                        | 46                 | modifier les données · modifier les données |
| Mortagne-sur-Gironde                         | 17248      | CA Royan Atlantique                       | 18,87            | 911 (2022)                        | 48                 | modifier les données · modifier les données |
| Saint-André-de-Lidon                         | 17310      | CC de Gémozac et de la Saintonge Viticole | 23,83            | 1 220 (2022)                      | 51                 | modifier les données · modifier les données |
| Saint-Simon-de-Pellouaille                   | 17404      | CC de Gémozac et de la Saintonge Viticole | 8,95             | 684 (2022)                        | 76                 | modifier les données · modifier les données |
| Talmont-sur-Gironde                          | 17437      | CA Royan Atlantique                       | 4,44             | 83 (2022)                         | 19                 | modifier les données · modifier les données |
| Tanzac                                       | 17438      | CC de Gémozac et de la Saintonge Viticole | 11,23            | 296 (2022)                        | 26                 | modifier les données · modifier les données |
| Thaims                                       | 17442      | CC de Gémozac et de la Saintonge Viticole | 8,74             | 387 (2022)                        | 44                 | modifier les données · modifier les données |
| Villars-en-Pons                              | 17469      | CC de Gémozac et de la Saintonge Viticole | 13,32            | 578 (2022)                        | 43                 | modifier les données · modifier les données |
| Virollet                                     | 17479      | CC de Gémozac et de la Saintonge Viticole | 10,01            | 298 (2022)                        | 30                 | modifier les données · modifier les données |
| Canton de Saintonge Estuaire                 | 1721       |                                           | 350,29           | 21 066 (2022)                     | 60                 | modifier les données                        |

## Démographie
En 2022, le canton comptait 21 066 habitants, en évolution de +3,72 % par rapport à 2016 (Charente-Maritime : +4,04 %, France hors Mayotte : +2,11 %).
| 2013   | 2018   | 2022   |
| ------ | ------ | ------ |
| 19 796 | 20 528 | 21 066 |